# Distretto di Mih Ouansa
Il distretto di Mih Ouansa è un distretto della provincia di El Oued, in Algeria.

## Comuni
Il distretto di Mih Ouansa comprende 2 comuni:
- Mih Ouansa
- Oued El Alenda